# Geogamasus monocuspidis
Geogamasus monocuspidis är en spindeldjursart som beskrevs av Wolfgang Karg 1976. Geogamasus monocuspidis ingår i släktet Geogamasus och familjen Ologamasidae. Inga underarter finns listade i Catalogue of Life.